# 1314

## Esdeveniments
- 18 de març - París, Regne de França: Suplici de Jacques de Molay, gran mestre dels Templers, i de Geoffroy de Charnay, Preceptor de l'Ordre a Normandia.[1]
- 24 de juny - La batalla de Bannockburn, fou una significativa victòria escocesa en la Guerra de la Independència d'Escòcia.[2]
- 10 de novembre - Catalunya: Incorporació del Comtat d'Urgell a la Corona. L'infant Alfons, el futur Alfons III, es casa amb Teresa d'Entença, amb la qual cosa el comtat d'Urgell torna a la família del Casal de Barcelona, després de quatre segles (Borrell II va ser el darrer comte de Barcelona que alhora ho era d'Urgell).
- Zhang Wo pinta la Celebració a l'estany de Jade

## Naixements
- Bartolo de Sassoferrato, postglosador.

## Necrològiques
- Felip IV de França
- 18 de març - París, França: Jacques de Molay, noble i l'últim Gran Mestre de l'Orde del Temple.